# 12165 Ringleb
A 12165 Ringleb (ideiglenes jelöléssel 3289 T-2) a Naprendszer kisbolygóövében található aszteroida. Cornelis Johannes van Houten,  Ingrid van Houten-Groeneveld és Tom Gehrels fedezte fel 1973. szeptember 30-án.